# Ditto
Ditto és una de les espècies que apareixen a la franquícia Pokémon. És de tipus normal, de color lila i s'assembla una mica a un moc. És capaç d'aparellar-se amb qualsevol altre Pokémon que es pugui reproduir i de reprendre els seus atacs.
Ditto és el Pokémon principal a dos episodis de l'anime. Als dos episodis, hi ha un problema amb un Ditto. En el primer, no pot imitar bé les cares d'altres Pokémon, i en el segon no es pot engrandir, cosa que vol dir que conserva les mateixes dimensions independentment del Pokémon en el qual es transformi.
Ditto posseeix un sorprenent poder de transformació. És capaç de reorganitzar les seves cèl·lules per adoptar tot tipus de formes que ha observat. No obstant això, si tracta de transformar-se en una cosa que no té molt recent en la seva memòria, aquí no aconseguirà la forma perfecta doncs se li escaparan detalls que no és capaç de recordar.